# 修道院長聖アントニウス (ポントルモ)
『修道院長聖アントニウス』（しゅうどういんちょうせいアントニウス、伊:Sant'Antonio abate）は、イタリアのマニエリスム期の画家、ヤコポ・ダ・ポントルモによる板上の油彩画である。現在、フィレンツェのウフィツィ美術館に所蔵されている。
作品の本来の所蔵元と依頼者は不明であるが、 ポントルモの『聖ヨハネ』との様式的類似性と、『老コジモの肖像』に描かれている非常に類似した巻物に基づいて1519年頃の制作とされている。この年代測定は、より遅い制作年と主張するクラップとサルヴィーニを除いて、広く受け入れられている。
ルチアーノ・ベルティ（1973）は、聖人の表現にデューラーの影響を見ており、身振りにはミケランジェロのシスティーナ礼拝堂天井画に描かれているシビュラたちと預言者たちの影響が見てとれる。ポントルモは1515年頃のローマへの旅行でシスティーナ礼拝堂天井画を見た可能性があり、北ヨーロッパの版画に対するポントルモの賞賛も記されている。

## 関連作品

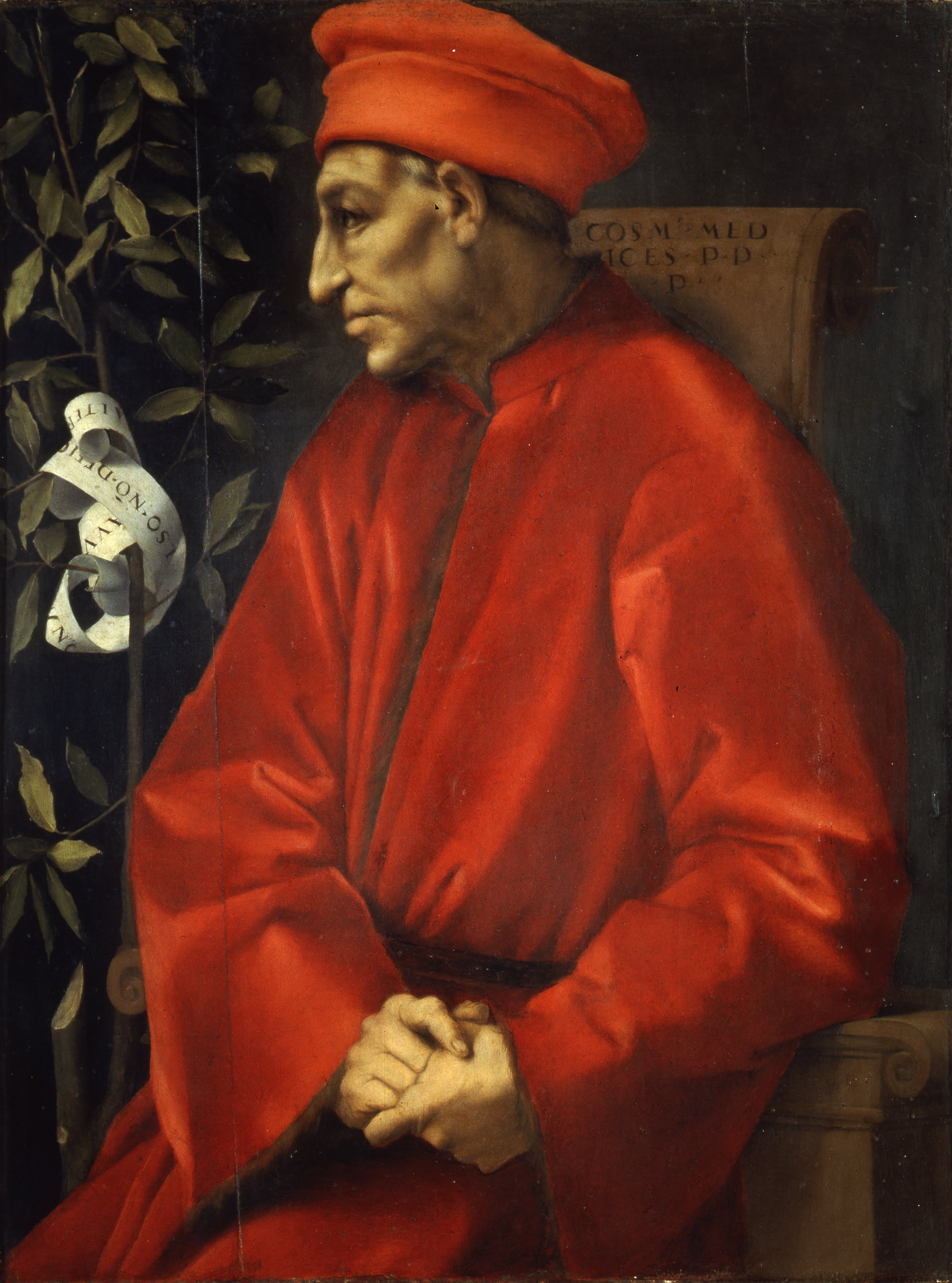
ヤコポ・ダ・ポントルモ『老コジモの肖像』(1518-1520年) ウフィツィ美術館
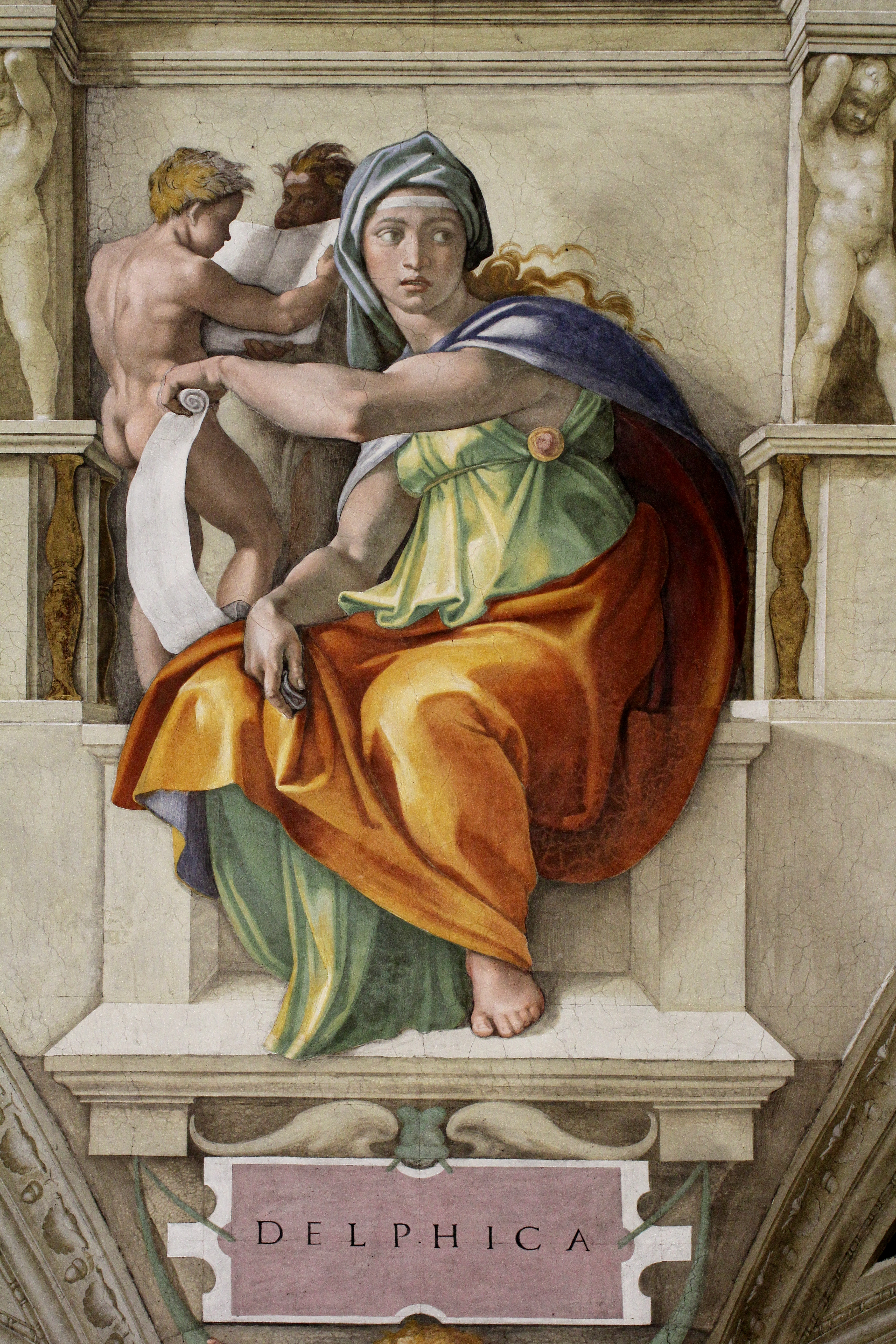
ミケランジェロ『デルポイの巫女』 (1508-1512年) システィーナ礼拝堂 (ヴァチカン宮殿)